# Ampato
L'Ampato è uno stratovulcano delle Ande in Perù, situato 100 km a nord-ovest rispetto ad Arequipa. La sua vetta raggiunge i 6.288 metri e fa parte di un gruppo di tre grandi stratovulcani, insieme all'Hualca Hualca, 6.050 metri, e allo Sabancaya, 6.040 metri.
Nel mese di settembre del 1995 è stata rinvenuto vicino alla vetta il corpo mummificato di una ragazza Inca, uccisa da una freccia circa 500 anni fa.